# Valjevo
Valjevo (in serbo Ваљево?, Valjevo) è una città della Serbia centrale situata a circa 90 km a sud-ovest di Belgrado, verso i confini con la Bosnia ed Erzegovina. Conta circa 100 000 abitanti in tutto il comune e poco più di 62 470 abitanti nella città. È  attraversata dal fiume Kolubara e dal fiume Gradac che confluisce nel precedente proprio nel territorio comunale. A Valjevo ha sede uno dei più antichi licei della Serbia.
Nel 1804, durante la dominazione turca, a Valjevo ha avuto luogo uno degli episodi più cruenti dell'era ottomana, la condanna capitale collettiva dei principi serbi, tramite decapitazione ("Seča Knezova").
Recentemente è stato costruito un grande e moderno stabilimento industriale di proprietà di un'importante azienda italiana ove sono impiegati circa 1500 dipendenti.

## Storia
Le più vecchie tracce di un insediamento umano in questa zona risale al Paleolitico. Alcuni resti sono stati scoperti in una grotta chiamata Petnica non molto lontana da Valjevo. Uno dei più vecchi documenti che parla di questa città invece sono stati ritrovati all'Archivio di Ragusa di Dalmazia e datato 1393. Il borgo medievale fu costruito su una strada molto importante che era percorsa da importanti commercianti di Ragusa quali Eulia Chelebia (1660), Felix Kaniz (1860 e 1888) e Hans Vogel (1913).

## Aree naturali

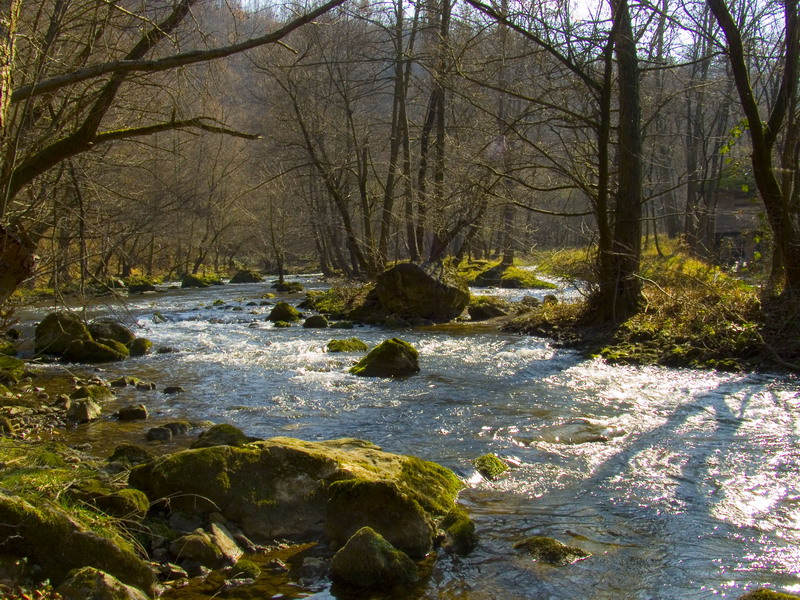
Le rive del Gradac, il fiume più pulito d'Europa

Vicino a Valjevo è presente una città molto nota per i suoi cittadini, il suo nome è Brankovina. In questa cittadina risiedevano la famosa famiglia serba Nenadović che capeggiò la Prima Rivolta Serba, il primo ministro serbo il duca Aleksa, Mateja Nenadović, Sima, Jevren, lo scrittore "Čika" Ljuba Nenadović e la Regina Persida Karađorđević, madre del Re Pietro I di Serbia. A Brankovina si trovano molti edifici storici famosi: La Chiesa di Sant'Arcangelo, La Scuola di Desanka (intitolata alla famosa scrittrice serba Desanka Maksimović), Il vecchio Tribunale, Le tombe della Famiglia Nenadović e di Desanka Maksimović e La Cattedrale.
La città è circondata da molte montagne (Medvednik, Jablanik, Povlen, Maljen, Suvobor) e da una collina, dove è presente un'oasi priva di qualsiasi struttura industriale nelle vicinanze, dove si può respirare dell'aria pulita, delle erbe medicinali e gli odori di alcuni frutti.
Divčibare è una località vicino a Valjevo particolarmente adatta per pic-nic ed escursioni e si trova a circa 28 km da Valjevo e a circa 110 km da Belgrado su di un'altezza di circa 1.000 metri s.l.m. dove si può respirare aria pura con effetti curativi agli organi respiratori.
Vrujci è una stazione termale con piscine attrezzate, vasche con bagni di fango per curare dolori reumatici e un hotel per ospitare i clienti durante la giornata.
Il canyon del fiume Gradac è un'area molto nota e visitata dai cittadini di Valjevo per fare lunghe passeggiate o pic-nic durante le giornate di caldo estivo. Gradac è uno dei fiumi più puliti; una conferma è data anche dalla presenza delle lontre che lo abitano tutto l'anno. Il Gradac al momento è una riserva naturale locale, che in un prossimo futuro potrà diventare Parco Nazionale.

## Società

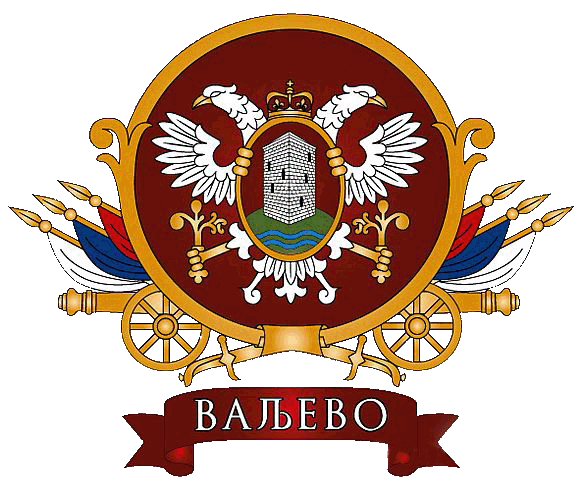
Stemma

I dati della popolazione del Comune di Valjevo si riferiscono ad un censimento del 2002.
Serbi: 96.761
Montenegrini: 244
Jugoslavi: 224
Altre popolazioni: 3.229

## Cultura

### Istituzioni
Le istituzioni culturali più importanti sono il Museo nazionale, il Museo della prima e seconda rivolta serba, l'Istituto per la tutela culturale dei monumenti, l'archivio storico, la biblioteca civica, il centro culturale (con auditorium da 630 posti), il centro giovanile.
Vi sono due pinacoteche: la "Modern Gallery" e lo Studio internazionale d'arte "Radovan Mića Trnavac".
La Società culturale ed artistica "Abrašević" è conosciuta per i suoi drammi teatrali e per gli spettacoli di musica.

### Eventi
- Corsa Atletica di St. Sava (27 gennaio)
- Festival degli Sport per Ragazzi (febbraio)
- Festival dell'Accademia dei Flautisti (marzo)
- Festival dei Film  (aprile)
- YU Jazz Festival (1º weekend di maggio)
- Desanka's May Talks (Valjevo – Brankovina, 15-16 maggio)
- International Children's Folk Festival (maggio)
- Republic Reciting Show (maggio)
- Giorno delle Erbe Medicinali alla Montagna di Valjevo (luglio)
- Giorno della Cultura Giovanile (maggio-giugno)
- Giornata del Lampone in Brankovina (giugno)
- Petrovdan Days in Valjevska Kamenica (11-12 luglio)
- Corsa delle Jeep alla Montagna di Valjevo (luglio)
- Serata del Circolo Letterario in Biblioteca (luglio-agosto)
- Scuola Estiva della Cultura e della Lingua Serba (luglio-agosto)
- Serata "Tešnjar" (2° metà di agosto)
- Parata dei Motociclisti (agosto)
- Riunione Autunnale degli Scrittori in Onore di Desanka (ottobre)
- Giornata dei Funghi (1º weekend di ottobre)

## Geografia antropica

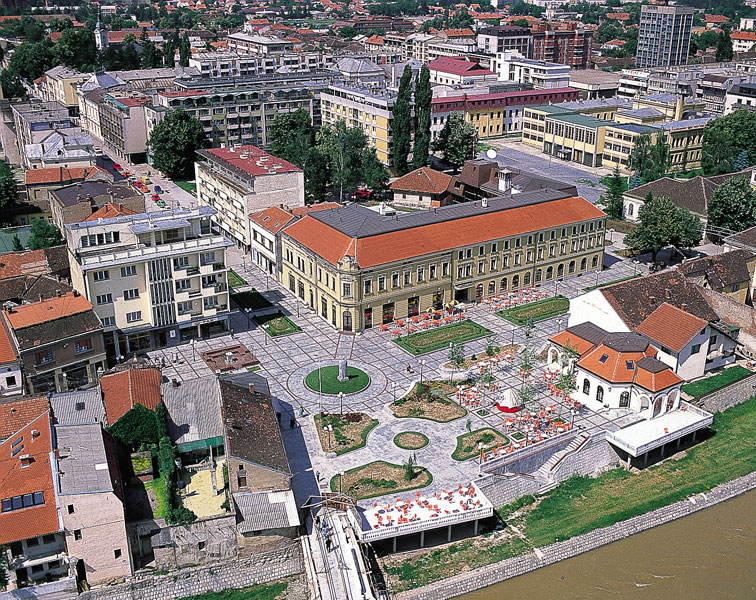
Valjevo

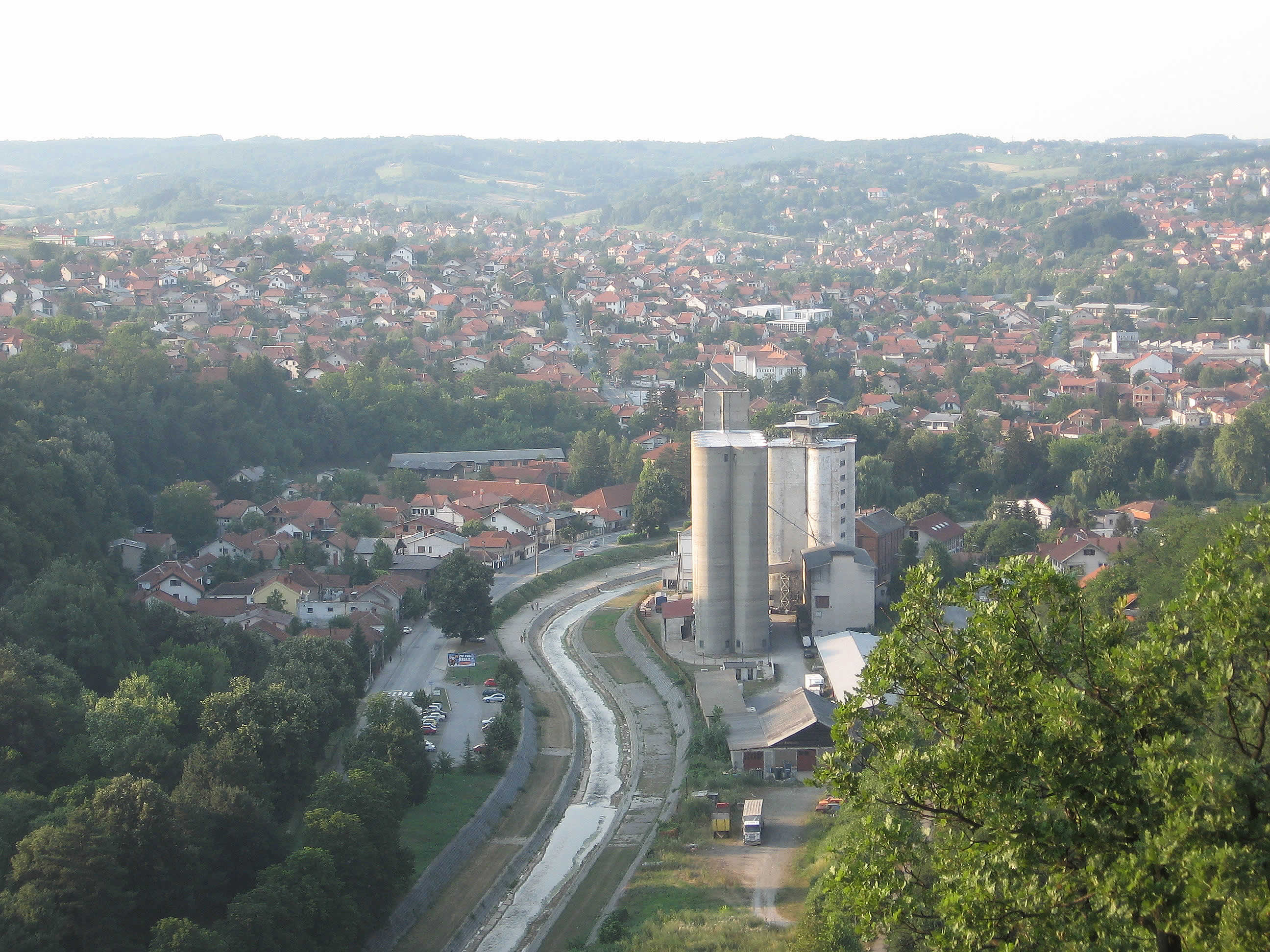
Panorama della città, ripreso dalla zona Sud di Valjevo

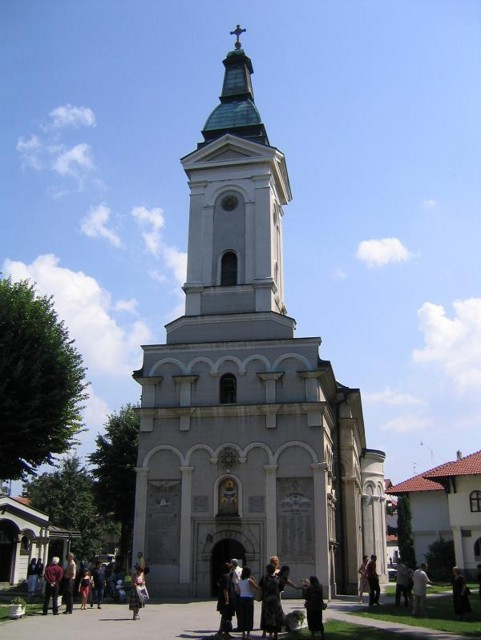
Chiesa Ortodossa Serba

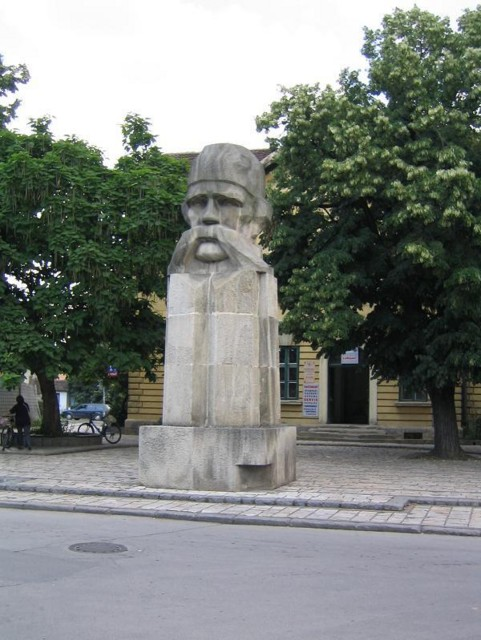
Monumento a Vuk Karadžić

Il comune di Valjevo include numerose città:
| - Valjevo - Babina Luka - Balinović - Bačevci - Belić - Beloševac - Beomužević - Blizonje - Bobova - Bogatić - Brangović - Brankovina - Březovice - Bujačić - Veselinovac - Vlaščić - Vragočanica - Vujinovača - Gola Glava - Gorić |  | - Gornja Bukovica - Gornja Grabovica - Gornje Leskovice - Degurić - Divci - Divčibare - Donja Bukovica - Donje Leskovice - Dračić - Dupljaj - Žabari - Zabrdica - Zarube - Zlatarić - Jazovik - Jasenica - Jovanja - Joševa - Kamenica - Klanica |  | - Klinci - Kovačice - Kozličić - Kotešica - Kunice - Lelić - Loznica - Lukavac - Majinović - Mijači - Miličinica - Mrčić - Oglađenovac - Osladić - Paklje - Paune - Petnica - Popučke - Prijezdić - Pričević |  | - Rabas - Ravnje - Rađevo Selo - Rebelj - Rovni - Sandalj - Sedlari - Sitarice - Sovač - Stanina Reka - Stapar - Strmna Gora - Stubo - Suvodanje - Sušica - Taor - Tubravić - Tupanci |

## Infrastrutture e trasporti

### Strade
Valjevo si trova a circa 100 km dalla Capitale, Belgrado e vicina ad una delle principali arterie stradali che collega il Sud con il Nord della Serbia.
L'arteria stradale collega le coste del Mare Adriatico, lo Stato della Bosnia ed Erzegovina, le terre fertili di Mačva e la stessa Valjevo che a sua volte è collegata, tramite essa, ad altri centri urbani che si trovano nella zona ovest della Serbia: Šabac, Užice, Loznica e Bajina Bašta.

### Ferrovie
Importante arteria di comunicazione è quella ferroviaria che collega Belgrado al Mare Adriatico e a Montenegro.

## Sport

### Pallacanestro
La squadra principale della città è il KK Metalac Valjevo.